# Coccothrinax ekmanii
Espèce
Synonymes
- Beata ekmanii (Burret) O.F.Cook[1]
- Haitiella ekmanii (Burret) L.H.Bailey[1]

Statut de conservation UICN

 DD  : Données insuffisantes
Coccothrinax ekmanii est une espèce de plantes de la famille des Arecaceae.

## Publication originale
- Kongliga Svenska Vetenskaps Academiens Handlingar, Ny Följd 6(7): 11. 1929.